# Кикичу
Кикичу (устар. Кикичоу) — река в России, протекает по Башкортостану. Устье реки находится в 46 км по левому берегу реки База. Длина реки составляет 10 км.

## Данные водного реестра
По данным государственного водного реестра России относится к Камскому бассейновому округу, водохозяйственный участок реки — Белая от города Бирск и до устья, речной подбассейн реки — Белая. Речной бассейн реки — Кама.
Код объекта в государственном водном реестре — 10010201612111100026404.